# Playa de San Cidiello
La playa de San Cidiello es una playa aislada en forma de concha, rodeada de acantilados bastante verticales, está situada en el concejo asturiano de Cudillero y pertenece a la localidad española de Oviñana. Presenta vegetación en la playa y está catalogada como Paisaje protegido, ZEPA y LIC, y se enmarca en la Costa Occidental de Asturias.

## Descripción
Para localizar la playa hay que hacerlo primero con los dos pueblos más cercanos:  Oviñana y Riego de Abajo.
Una vez localizado  Oviñana hay que cruzar el pueblo y llegar al Faro de Cabo Vidio desde donde se ve perfectamente la zona este de la playa y sus acantilados así como un grupo de pequeños islotes siendo el más grande el llamado «Ballenato».  Si se desea bajar a la playa hay que recorrer una bajada que, casi siempre está llena de vegetación. Al final se puede observar la desembocadura de un arroyo.
Para acceder a la playa, después de pasar por la iglesia de Oviñana se toma la desviación que va hacia el puerto «Portiella». Entre la desviación a Portiella y antes de donde la carretera inicia una fuerte bajada, hay que desviarse por una carretera aún más pequeña que pasa entre un gran número de chalets. Desde allí se ve una línea eléctrica que va la costa; hay que dirigirse a la torre más cercana al mar, que se ve bien en el horizonte cercano. Junto a ella empieza la peligrosa bajada que llega hasta el lecho de la playa. No hay ningún tipo de servicio  y las únicas actividades posibles son la pesca submarina y la deportiva a caña. Se reitera la dificultad de la bajada ya que con frecuencia suele estar muy resbaladiza.